# بوناهيلي سوريانو
بوناهيلي سوريانو (بالإنجليزية: Punahele Soriano؛ مواليد 22 نوفمبر 1992) هو مُقاتل فنون قتالية مختلطة أمريكي يُنافس في فئة وزن الوسط في يو إف سي.

## وصلات خارجية
لا توجد روابط لمواقع التواصل الاجتماعي.

- بوناهيلي سوريانو على موقع يو إف سي (الإنجليزية)
- بوناهيلي سوريانو على موقع شيردوغ (الإنجليزية)
- بوناهيلي سوريانو على موقع Tapology.com (الإنجليزية)